# Dolní Ploučnice
Dolní Ploučnice este o arie protejată (arie specială de conservare — SAC, sit de importanță comunitară — SCI) din Republica Cehă întinsă pe o suprafață de 615,92 ha, integral pe uscat.

## Localizare
Centrul sitului Dolní Ploučnice este situat la coordonatele 50°44′03″N 14°18′57″E / 50.734167°N 14.315833°E.

## Înființare
Situl Dolní Ploučnice a fost declarat sit de importanță comunitară în aprilie 2005 pentru a proteja 3 specii de animale. Situl a fost protejat și ca arie specială de conservare în mai 2016.

## Biodiversitate
Situată în ecoregiunea continentală, aria protejată nu include niciun habitat protejat.
La baza desemnării sitului se află mai multe specii protejate:
- amfibieni (1): buhai de baltă cu burta roșie (Bombina bombina)
- mamifere (1): vidră de râu (Lutra lutra)
- pești (1): somonul (Salmo salar)